# Monica Vullo
Monica Vullo (Roma, 4 ottobre 1966) è una regista cinematografica e televisiva italiana.

## Filmografia

### Cinema
- Tre minuti a mezzanotte (1995)

### Televisione
- Distretto di Polizia 3 e 4 (2003-2004)
- Codice rosso, insieme a Riccardo Mosca (2006)
- Donne sbagliate (2007)
- Io ti assolvo (2008)
- Anna e i cinque (2008)
- Le due facce dell'amore (2010)
- Dov'è mia figlia? (2011)
- Don Matteo 9 (2014)
- Un passo dal cielo 3 (2015)
- Il paradiso delle signore (2015)
- Don Matteo 10 (2016)
- Oltre la soglia, insieme a Riccardo Mosca (2019)
- I bastardi di Pizzofalcone 3 (2021)
- Resta con me (2023)
- I bastardi di Pizzofalcone 4, insieme a Riccardo Mosca (2023)
- Màkari 3, insieme a Riccardo Mosca (2024)
- Tutto quello che ho, insieme a Riccardo Mosca (2025)

## Riconoscimenti
- Nastri d'argento - Grandi Serie
  - 2022 - Miglior serie TV - Crime per I bastardi di Pizzofalcone